# Distrito de Hunedoara
Hunedoara (en Húngaro: Hunyad) es un condado o distrito (Rumano: "Județ"; Húngaro: "megye") actualmente ubicado en Rumania, en Transilvania, cuya capital es Deva, el cual originalmente era parte del Reino de Hungría hasta 1918.

## Fronteras
- Distrito de Alba al este y al norte.
- Distritos de Arad, Timiş y Caraş-Severin al oeste.
- Distrito de Gorj al sur.

El distrito forma también parte de la eurorregión Danubio-Kris-Mures-Tisza.

## Demografía
En 2021, tenía una población de 361.657 habitantes y la densidad de población era de 51/km.
- Rumanos - 95%
- Húngaros - 2%
- Romas - 2%
- Alemanes menos del 1%

En el valle del río Jiu, una región minera, debido a la alta industrialización de la región ha atraído a mucha gente de otras regiones de Rumania.

## Geografía
El distrito tiene un área total de 7.063 km², que en términos de extensión es similar a la mitad de Montenegro.
Principalmente, el relieve está compuesto de montañas, divididas por el valle del río Mureş, que cruza el distrito de este a oeste. En el lado norte se hallan los montes Apuseni y en el lado sur los Alpes Transilvánicos, y la cordillera Parâng y Retezat-Godeanu: los Oraştie y los montes Surianu en el sureste, montes Retezat en el sur, y los montes Poiana Ruscai en el suroeste.
Excepto desde el río Mureş con sus afluentes Strei, Rau Mare y Cerna, el cual forma amplios valles. En el lado norte también el río Crişul Alb forma un valle en los montes Apuseni en la región de Zarand. En el lado sur, a lo largo del río Jiu con sus dos ramas el Jiu occidental y el Jiu oriental, hay una gran depresión, y una carretera de acceso hacia el sur de Rumania, a Oltenia.

## Economía
La industria del distrito de Hunedoara está unida a la actividad minera de la región. En las montañas, desde la antigüedad, los metales y el carbón han sido explotados. Hoy en día, existe un gran complejo industrial en Hunedoara que posee Mittal Steel. También empresas relacionadas con la energía están en el distrito: una de las más grandes centrales termoeléctricas está en Mintia.
Las industrias predominantes del condado son:
- Metalurgia.
- Construcción de materiales.
- Industria textil.
- Material de minería.
- Industria alimentaria.

En la década de 1990, una gran cantidad de minas fueron cerradas, dejando al distrito de Hunedoara con el más alto porcentaje de desempleo de Rumanía, del 9,6%, en comparación con la media nacional del 5.5%.

## Turismo
El parque nacional de Retezat y otras regiones hacen de él uno de los más bellos condados de Rumania. Se pueden encontrar asentamientos de los dacios y de los romanos en los montes Orăştie.
Las principales atracciones turísticas del condado son:
- Las Fortalezas dacias de las montañas Orastia, que fueron declaradas por la UNESCO Patrimonio de la Humanidad en Europa en 1999.
- Colonia Augusta Ulpia Traiana Dacica Sarmizegetusa: la capital de la provincia romana de Dacia.
- Los edificios medievales de Deva, Strei, Dobra.
- El castillo medieval de Hunedoara

## Divisiones administrativas
El condado tiene 7 municipios, 7 ciudades y 55 localidades.

### Municipios
- Deva - la capital; población: 77.259
- Hunedoara
- Brad
- Lupeni
- Orăştie
- Petroşani
- Vulcan

### Ciudades
- Aninoasa
- Călan
- Geoagiu
- Haţeg
- Petrila
- Simeria
- Uricani

### Comunas
- Baia de Criș
- Balșa
- Bănița
- Baru
- Băcia
- Băița
- Bătrâna
- Beriu
- Blăjeni
- Boșorod
- Brănișca
- Bretea Română
- Buceș
- Bucureșci
- Bulzeștii de Sus
- Bunila
- Burjuc
- Cerbăl
- Certeju de Sus
- Cârjiți
- Crișcior
- Densuș
- Dobra
- General Berthelot
- Ghelari
- Gurasada
- Hărău
- Ilia
- Lăpugiu de Jos
- Lelese
- Lunca Cernii de Jos
- Luncoiu de Jos
- Mărtinești
- Orăștioara de Sus
- Pestișu Mic
- Pui
- Rapoltu Mare
- Răchitova
- Ribița
- Râu de Mori
- Romos
- Sarmizegetusa
- Sălașu de Sus
- Sântămăria-Orlea
- Șoimuș
- Teliucu Inferior
- Tomești
- Toplița
- Totești
- Turdaș
- Vața de Jos
- Vălișoara
- Vețel
- Vorța
- Zam